# Андрейко Юрій
Ю́рій Андре́йко  (1899, м. Теребовля — 13 квітня 1975, Нью-Йорк, США) — лікар, громадський діяч.

## Життєпис
Виїхав у США 1913. Студіював медицину в Колумбійському університеті, потім — у Берлінському (Німеччина). Навчання закінчив 1928 докторатом.
Андрейко — один із перших українських лікарів у США; 13 років працював лікарем у Нью-Йорку, потім — у ветеранському шпиталі в Кестле Пойнті. Вийшов на пенсію 1967. У 1920-х організовував допомогу української діаспори США для УВУ в Празі та українських студентів у Берліні.
1930 — співзасновник у США організації «Молода Україна».